# К̓
К̓ (minuskule к̓) je již běžně nepoužívané písmeno cyrilice, v minulosti bylo používáno v abcházštině. V poslední variantě abchazské azbuky mu odpovídá písmeno Қ.
Písmeno bylo zavedeno v tiskové variantě azbuky navržené M. R. Zavadským jako tištěná alternativa k Peterem von Uslar zavedenenému písmenu Қ, ovšem v pozdější tiskové verzi azbuky navržené komisí pro překlady bylo nahrazeno písmenem Ӄ. V latinské abecedě N. J. Marra písmenu К̓ odpovídalo písmeno q. V abecedě N. F. Jakovleva písmenu К̓ odpovídalo písmeno k, v době, kdy byla abcházština zapisována gruzínským písmem, písmenu К̓ odpovídalo písmeno ქ. Od znovuzavedení zápisu abcházštiny cyrilicí je místo písmena К̓ používáno písmeno Қ.